# دهستان اسلام‌آباد (پارس‌آباد)
دهستان اسلام‌آباد یکی از دهستان‌های شهرستان پارس‌آباد در استان اردبیل ایران است که در بخش اسلام‌آباد قرار دارد.

## جمعیت
براساس سرشماری مرکز آمار ایران در سال ۱۳۹۵، جمعیت دهستان اسلام‌آباد ۴۲۱۸ نفر (در ۱۲۱۲ خانوار) بوده‌است.